# Begonia ignea
Begonia ignea là một loài thực vật có hoa trong họ Thu hải đường. Loài này được (Klotzsch) Warsz. ex A.DC. mô tả khoa học đầu tiên năm 1864.